# Classic Brugge-De Panne 2025
La Classic Brugge-De Panne 2025, quarantanovesima edizione della corsa e valevole come decima prova dell'UCI World Tour 2025 categoria 1.UWT, si svolse il 26 marzo 2025 su un percorso di 195,6 km, con partenza da Bruges e arrivo a De Panne, in Belgio. La vittoria fu appannaggio del colombiano Juan Sebastián Molano, il quale completò il percorso in 4h07'23", alla media di 47,441 km/h, precedendo l'italiano Jonathan Milan e l'estone Madis Mihkels.

## Squadre e corridori partecipanti
| N.      | Cod. | Squadra                 |
| ------- | ---- | ----------------------- |
| 1-7     | ADC  | Alpecin-Deceuninck      |
| 11-17   | TVL  | Team Visma-Lease a Bike |
| 21-27   | SOQ  | Soudal Quick-Step       |
| 31-37   | LTK  | Lidl-Trek               |
| 41-47   | IWA  | Intermarché-Wanty       |
| 51-57   | RBH  | Red Bull-Bora-Hansgrohe |
| 61-67   | UAD  | UAE Team Emirates XRG   |
| 71-77   | MOV  | Movistar Team           |
| 81-87   | EFE  | EF Education-EasyPost   |
| 91-97   | GFC  | Groupama-FDJ            |
| 101-107 | TBV  | Bahrain Victorious      |
| 111-117 | JAY  | Team Jayco AlUla        |

| N.      | Cod. | Squadra                |
| ------- | ---- | ---------------------- |
| 121-127 | TPP  | Team Picnic PostNL     |
| 131-137 | ARK  | Arkéa-B&B Hotels       |
| 141-147 | COF  | Cofidis                |
| 151-157 | XAT  | XDS Astana Team        |
| 161-167 | IPT  | Israel-Premier Tech    |
| 171-177 | LOT  | Lotto                  |
| 181-187 | UXM  | Uno-X Mobility         |
| 191-197 | TFB  | Team Flanders-Baloise  |
| 201-207 | TEN  | TotalEnergies          |
| 211-217 | WB2  | Wagner Bazin WB        |
| 221-227 | TUD  | Tudor Pro Cycling Team |
| 231-237 | RKT  | Unibet Tietema Rockets |

## Ordine d'arrivo (Top 10)
| Pos. | Corridore             | Squadra     | Tempo    |
| ---- | --------------------- | ----------- | -------- |
| 1    | Juan Sebastián Molano | UAE         | 4h07'23" |
| 2    | Jonathan Milan        | Lidl        | s.t.     |
| 3    | Madis Mihkels         | EF          | s.t.     |
| 4    | Phil Bauhaus          | Bahrain     | s.t.     |
| 5    | Erlend Blikra         | Uno-X       | s.t.     |
| 6    | Max Kanter            | XDS         | s.t.     |
| 7    | Alexis Renard         | Cofidis     | s.t.     |
| 8    | Laurenz Rex           | Intermarché | s.t.     |
| 9    | Dylan Groenewegen     | Jayco       | s.t.     |
| 10   | Sam Welsford          | Red Bull    | s.t.     |